# 天子岭垃圾填埋场
30°23′18″N 120°11′49″E / 30.38839604°N 120.19699282°E
天子岭垃圾填埋场是中华人民共和国浙江省杭州市的一座山谷型垃圾填埋场，位于拱墅区石塘村天子岭山的青龙坞山谷，占地1840亩，投入使用于1991年4月。是中国第一座按照建设部卫生填埋标准建造的垃圾填埋场，为杭州分类垃圾处理的两大基地之一，另一基地为九峰焚烧厂。
2017年夏季日均处理量为8000吨。
2016年5月，引进生活垃圾机械生物消融技术，使得杭州成为中国国内第一个采用这一技术的城市。
2007年，天子岭垃圾填埋场二期工程启用。水资源再生利用中心预计于2019年年底建成。